# Zwentibold af Lothringen
Zwentibold (født 871 – 13. august 900) var søn af den tysk-romerske kejser Arnulf af Kärnten. Han var konge af Lothringen i 895-900. 
Zwentibold stod på god fod med bønderne og kirken, men var udsat for en voksende modstand fra adelen. Han blev dræbt af en oprørsk adelsmand. 
Zwentibold var gift med Oda af Sachsen, datter af Hertug Otto 1. af Sachsen.
Lothringen har kun været uafhængig to gange. Første gang under Lothar 2., der regerede fra 855 til 869, anden gang under Zwentibold selv. Hans dødsdag (13. august) er hans mindedag. På denne dag æres Zwentibold i nutidens Lorraine.
1. ↑  Navnet er anført på engelsk og stammer fra Wikidata hvor navnet endnu ikke findes på dansk.
2. ↑  Navnet er anført på engelsk og stammer fra Wikidata hvor navnet endnu ikke findes på dansk.